# 臺大杜鵑花節

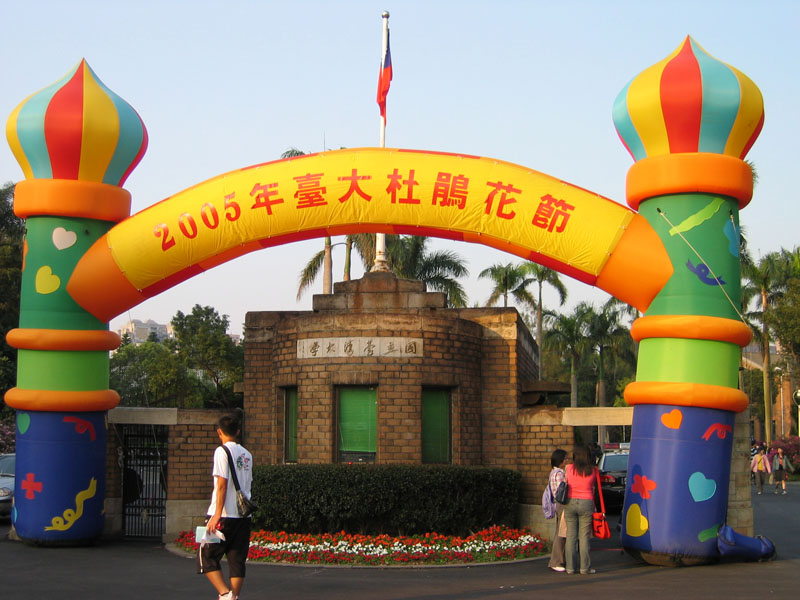
2005年臺大杜鵑花節時的台大校門口

臺大杜鵑花節（英語：NTU Azalea Festival）為國立臺灣大學自1997年開始的年度全校性活動，於每年3月杜鵑花盛開之際舉辦，內容包括學系博覽會、學生社團聯展、學術標本館開放參觀，以及各型表演相關活動，散步賞花以及認識台大各個科系，開台灣各大專院校舉辦招生博覽會之先河。

## 歷史
台大校園擁有大量杜鵑花，是從園藝學系教授杜賡甡在台大任教起。1948年至1949年間，杜賡甡在六張犁一帶山區採得野生唐杜鵑，引進校園內栽種，發育良好。1950年底，台大校長傅斯年過世；當時杜賡甡特地向臺灣省政府農林廳農業試驗所士林園藝分所要求贈送龍柏20株分植於傅鐘與傅園內，另與事務組主任朱仲輝至六張犁附近農家收集杜鵑花苗250株廣泛種植於校園內。
1958年至1959年間，陽明山仰德大道進行拓寬。當時臺灣省政府農林廳農業試驗所士林園藝分所陽明山工作站部分靠近道路的龍柏必須移開，陽明山工作站主任楊紹溥與杜賡甡接洽台大接手意願，校方同意；同時還附贈大量杜鵑花和部分茶花。至此，椰林大道四處可見杜鵑花，台大逐漸搏得「杜鵑花城」美名。
2020年，因COVID-19疫情擴大，改為線上直播辦理。
2023年，台大杜鵑花節回歸實體辦理之模式。

## 活動

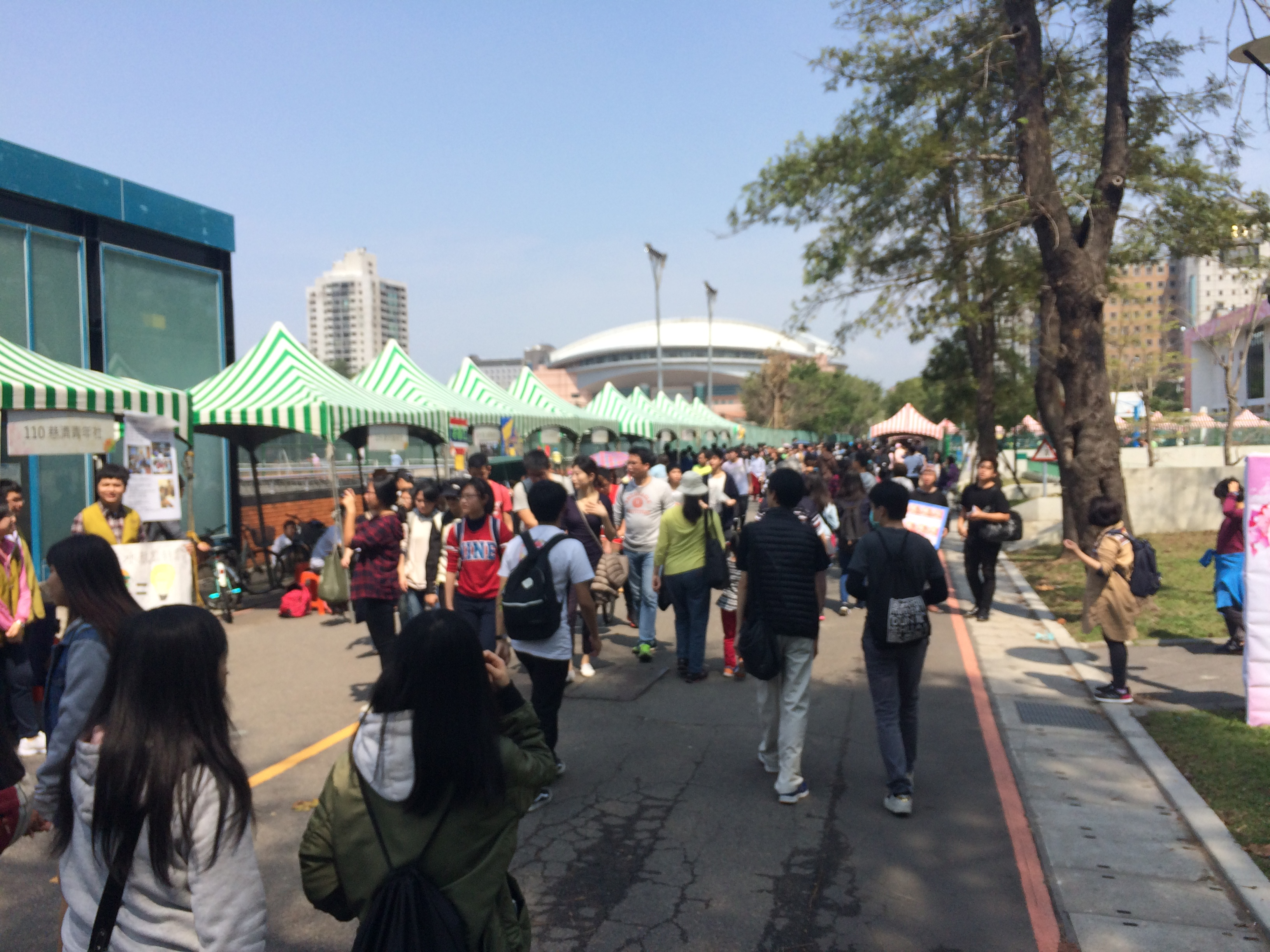
2017年的台大杜鵑花節活動照

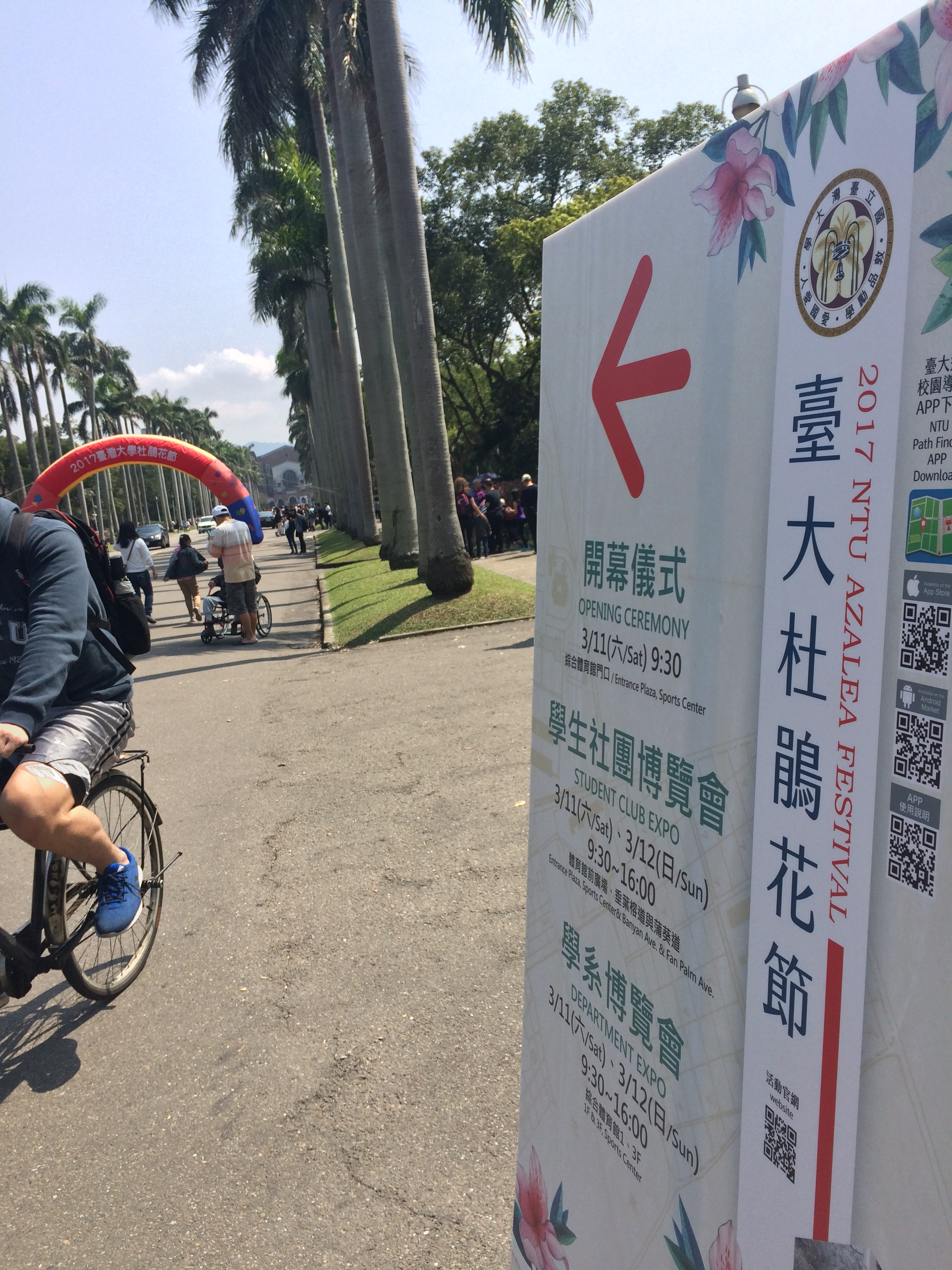
2017年台大杜鵑花節，在椰林大道上的立牌和充氣拱門

### 賞花
杜鵑花為溫帶植物，雖然台灣在亞熱帶，冬季的東北季風卻使得杜鵑花在臺大怡然自得。臺大校園最常見的杜鵑花是平戶杜鵑，分為豔紫、雪白、粉白、大紅、白琉球杜鵑等品種。台灣原生種杜鵑花方面，烏來杜鵑零星分布於校園，在園藝系館及森林系館外的花圃中能夠發現。另外，也能看到金毛杜鵑。從二到四月，不同種類杜鵑花依序開花，妝點臺大校園。

### 學系博覽會與社團聯展
學系博覽會為台大杜鵑花節之重頭戲。台大各系會擺上代表系所特色文宣或展品，為往來的來賓介紹。此外各社團也會用小攤桌形式，向台大學生及外賓宣傳。除了靜態展示，有些社團會販賣食物或小東西，或者是表演。

## 外部連結

### 相關新聞
- 杜鵑花節第一屆杜鵑花神經科學生物醫學影像競賽頒獎
- 台大杜鵑花節(2005.3.19-台視新聞)（页面存档备份，存于）
- 臺大杜鵑花節揭序幕(2005.3.19-中央日報)
- 臺大杜鵑花節登場 校園花海感性知性(2005.3.19-中央日報)

### 相關連結
- 2019臺大杜鵑花節